# Mycale pluma
Mycale pluma är en svampdjursart som först beskrevs av Jean-Baptiste Lamarck 1814.  Mycale pluma ingår i släktet Mycale och familjen Mycalidae. Inga underarter finns listade i Catalogue of Life.